# Paprikahuhn

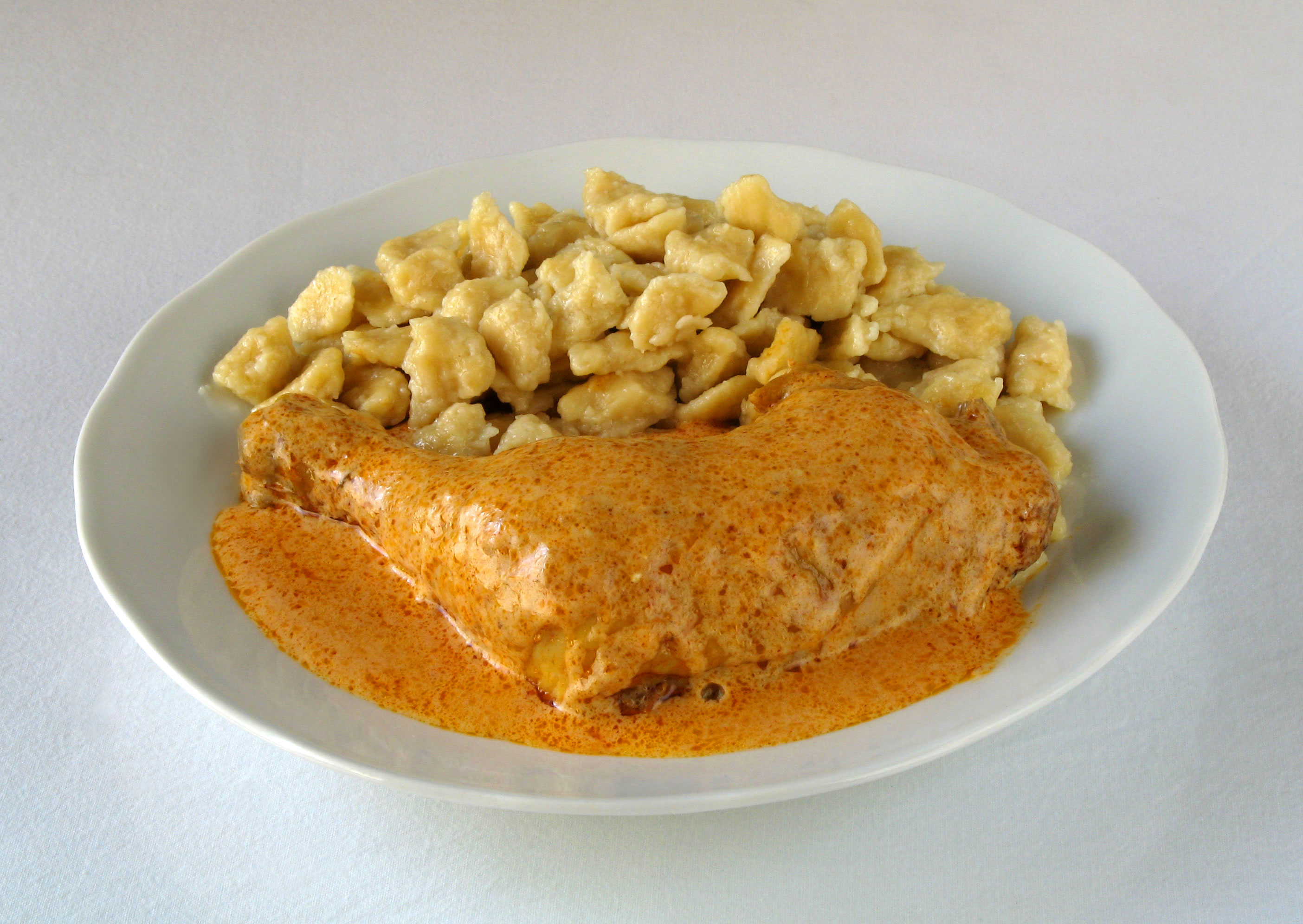
Paprikahuhn mit Nockerln

Paprikahuhn, Paprikahendl (Österreich), Paprikahähnchen oder Hühnerpaprikasch, ungarisch Paprikás Csirke [ˈpɒprikaːʃ ˈtʃirkɛ], ist ein Hühnergericht (Paprikasch), das vermutlich aus dem pannonischen Raum stammt. Es ist ein klassischer Bestandteil der österreichischen und ungarischen Küche.

## Zubereitung
Paprikahuhn wurde in früheren Zeiten vorwiegend aus älteren Hühnern (Suppenhuhn) zubereitet und hatte daher einen noch kräftigeren Geschmack. Heute verwendet man dazu meist junge geviertelte Hühner oder nur Hühnerkeulen, aber auch Hühnerbrüste. Zur Zubereitung werden zuerst feingewürfelte Zwiebeln in Öl oder Schweineschmalz glasig angebraten und mit Paprikapulver bestreut (papriziert), teilweise kann auch geräucherter Speck mitgebraten werden. Danach werden die Hühnerteile und evtl. der vorgekochte Magen hinzugegeben und ebenfalls angebraten. Die angebratenen Stücke werden mit Hühnerbrühe angegossen und gedünstet, nach der halben Garzeit kommen in Streifen oder Würfel geschnittene frische Paprikastücke und Tomatenstücke hinzu und, kurz bevor die Hühnerteile gar sind, werden auch die Leber sowie saure Sahne (Rahm) mit etwas Mehl zur Bindung beigefügt.
Alternativ werden die Hühnerteile mehliert und mit Zwiebeln und frischem Paprika sowie edelsüßem Paprikapulver in Fett angebraten. Danach werden sie mit einem Geflügelfond abgelöscht, mit Paprikasauce übergossen und gegart. Zum Ende wird saurer Rahm und Zitrone hinzugegeben.
Serviert wird das Paprikahuhn meist mit Nockerln oder anderen Teigwaren wie Spätzle, alternativ auch mit Reis oder Mehlklößchen. In Ungarn sind Eiergraupen, ungarisch tarhonya, als Beilage sehr beliebt, dazu passt Grüner Salat.

## Belege
1. 1 2 3  „Paprikahähnchen“ und „Paprikahuhn“ In: F. Jürgen Herrmann (Hrsg.): Herings Lexikon der Küche. Fachbuchverlag Pfanneberg, Haan-Gruiten 2012 (Lizenzausgabe Nikol, Hamburg 2016); S. 338; ISBN 978-3-86820-344-8.
2. 1 2 3  „Paprikahähnchen“ In: Barbara und Hans Otzen: DDR-Kochbuch. Komet Verlag, Köln o. J.; S. 122; ISBN 3-89836-350-3.